# Arroz integral
El arroz integral, también llamado arroz cargo, arroz pardo o arroz moreno, es arroz descascarillado, al que solo se le ha quitado la cáscara exterior (o gluma) no comestible. Conserva el germen íntegro con la capa de salvado que lo envuelve, lo que le confiere un color moreno claro.

## Características
Tiene más valor nutritivo que el arroz blanco debido a que el salvado contiene muchos elementos como fibra, vitaminas B1 (tiamina), vitaminas B2 (riboflavina), B3 (niacinamida), hierro, magnesio, calcio y potasio que se pierden con la molienda a la que es sometido el arroz blanco. El arroz integral también conserva el germen que aporta proteínas y ácidos grasos, así como su capa de aleuronas que contiene elementos que eliminan la angiotensina que influye en el desarrollo de la arteriosclerosis y la hipertensión.
En Estados Unidos, la legislación federal vela por que los niveles de vitaminas B1, B2, B3 y D, y los niveles de ácido fólico, calcio y hierro contenidos en el arroz no bajen por debajo de cierto umbral; en caso contrario el arroz ha de ser enriquecido.
El arroz integral requiere más tiempo de cocción, es más duro que el arroz blanco al masticar, y se vuelve rancio más rápidamente. En condiciones normales el arroz integral se conserva meses, pero para alargar su tiempo de vida y evitar la proliferación de la polilla de la harina, se recomiendan periodos de congelación o envasarlo al vacío. Su ingesta calórica para cada 100 gramos es de 375 calorías, pero al cocinarse, el arroz se hace más voluminoso, por lo que la ingesta calórica se reduce a casi un tercio de su aporte.
En Asia, ha sido considerado tradicionalmente como un alimento para pobres y tiempos de penurias y guerras. En los países occidentales, desde la segunda mitad el siglo XX se le asocia a menudo con la alimentación sana. Mayormente es utilizado en la preparación de platos vegetarianos.